# Richard Hageman
Richard Hageman est un compositeur, chef d'orchestre, pianiste et acteur américain, d'origine hollandaise, né Richard Hagemann à Leeuwarden (Pays-Bas) le 9 juillet 1881 (ou 1882, selon les sources), décédé à Beverly Hills (Californie) le 6 mars 1966.

## Biographie
Il étudie la musique au conservatoire de Bruxelles et au conservatoire royal d'Amsterdam, puis devient pianiste-accompagnateur des chanteurs de la Compagnie royale de l'Opéra d'Amsterdam, dont il sera le chef d'orchestre à partir de 1899. En 1906, il accompagne au piano la chanteuse Yvette Guilbert lors d'une tournée aux États-Unis. Il s'y installe alors définitivement et sera naturalisé américain en 1915.
À partir de 1908, il est chef-assistant de l'orchestre du Metropolitan Opera ("Met") de New York, dont il sera l'un des chefs-invités entre 1914 et 1937. Il est aussi chef d'orchestre au Curtis Institute de Philadelphie entre 1932 et 1936. Il sera également directeur musical durant sept ans de l'Opéra civique de Chicago (en) et aussi le chef-invité régulier de quelques grands orchestres américains, dont ceux de Chicago, Philadelphie et Los Angeles. À partir de 1938, il dirige au Hollywood Bowl, durant plusieurs saisons estivales. Cette même année 1938, il est sollicité par Hollywood pour composer des musiques de films, ce qu'il fera jusqu'en 1953, en particulier pour sept films de John Ford (l'un d'eux, La Chevauchée fantastique de 1939, lui vaudra de gagner un Oscar — il aura cinq autres nominations —). Notons encore sa participation à onze films en tant qu'acteur de "second rôle" (dont celui d'un chef d'orchestre dans Le Grand Caruso en 1951).
On lui doit aussi des compositions "classiques", notamment de nombreux "Songs" (mélodies) pour voix et piano ou pour chœurs (entre autres, des arrangements de chants traditionnels américains), de la musique de chambre, des pièces pour orchestre, un opéra (Caponsacchi — 1931 —, créé à Fribourg-en-Brisgau en 1932, rejoué au Metropolitan Opera en 1937), ainsi que deux oratorios, I hear America call (1942) et The Crucible (1943, créé la même année à Los Angeles).

## Filmographie

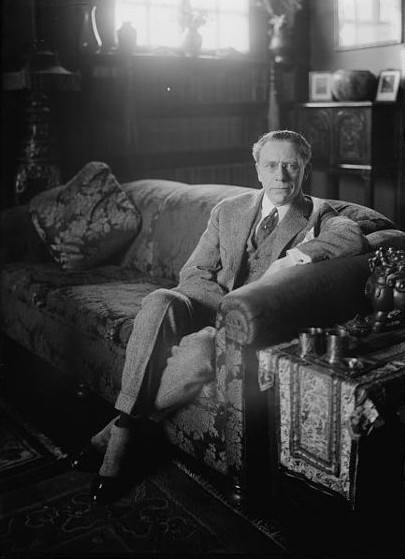

### comme compositeur
- 1938 : Les Hommes volants (Men with Wings) de William A. Wellman
- 1938 : Le Roi des gueux (If I were King) de Frank Lloyd
- 1939 : La Lumière qui s'éteint (The Light that failed) de William A. Wellman
- 1939 : Les Maîtres de la mer (Rulers of the Sea) de Frank Lloyd
- 1939 : La Chevauchée fantastique (Stagecoach) de John Ford (coauteur, avec quatre autres compositeurs)
- 1939 : Hotel Imperial (en) de Robert Florey
- 1940 : Les Hommes de la mer (The Long Voyage Home) de John Ford
- 1940 : Howard le révolté (The Howards of Virginia) de Frank Lloyd
- 1941 : Paris calling d'Edwin L. Marin
- 1941 : Révolte au large (This Woman is Mine) de Frank Lloyd
- 1941 : Shanghaï (The Shanghai Gesture) de Josef von Sternberg (+ direction musicale)
- 1947 : Dieu est mort (The Fugitive) de John Ford (+ direction musicale)
- 1947 : L'Ange et le Mauvais Garçon (Angel and the Badman) de James Edward Grant
- 1947 : Le deuil sied à Électre (Mourning becomes Electra) de Dudley Nichols
- 1948 : Le Fils du désert (Three Godfathers) de John Ford
- 1948 : Le Massacre de Fort Apache (Fort Apache) de John Ford
- 1949 : La Charge héroïque (She wore a Yellow Ribbon) de John Ford
- 1950 : Le Convoi des braves (Wagon Master) de John Ford (coauteur, avec Stan Jones)
- 1952 : Abenteuer in Wien d'Emil R. Reinert (coproduction Autriche/États-Unis) (version allemande)
- 1953 : Stolen Identity de Gunther von Fritsch (version américaine du précédent)

### comme acteur
- 1941 : Magie musicale (There's Magic in Music) d'Andrew L. Stone (dans son propre rôle)
- 1943 : Hi Diddle Diddle d'Andrew L. Stone
- 1944 : Sensations of 1945 d'Andrew L. Stone (non crédité)
- 1946 : The Bachelor's Daughters d'Andrew L. Stone
- 1947 : La Nouvelle-Orléans (New Orleans) d'Arthur Lubin
- 1947 : Fun on a Week-End d'Andrew L. Stone
- 1948 : Le Fils du désert (Three Godfathers) de John Ford (non crédité)
- 1950 : Le Chant de la Louisiane (The Toast of New Orleans) de Norman Taurog
- 1951 : J'épouse mon mari (Grounds for Marriage) de Robert Z. Leonard
- 1951 : Le Grand Caruso (The Great Caruso) de Richard Thorpe
- 1952 : Rhapsodie (Rhapsody) de Charles Vidor

## Opéras (productions du Met)
comme chef d'orchestre, sauf mention contraire
- 1908 : Faust de Charles Gounod, avec Enrico Caruso (à Philadelphie)
- 1909 : Hänsel und Gretel d'Engelbert Humperdinck (à Chicago)
- 1913 : Les Contes d'Hoffmann de Jacques Offenbach (à Atlanta)
- 1914 : Il trovatore de Giuseppe Verdi (à Atlanta)
- 1914 : Pagliacci de Ruggero Leoncavallo, avec Enrico Caruso, et Cavalleria rusticana de Pietro Mascagni (à Atlanta)
- 1915 : Die Zauberflöte de Wolfgang Amadeus Mozart, avec Elisabeth Schumann (à Atlanta)
- 1936 : Orfeo ed Euridice de Christoph Willibald Gluck, coproduit par George Balanchine, et Cavalleria rusticana de Pietro Mascagni (au Met)
- 1937 : Caponsacchi, chorégraphie de George Balanchine (+ compositeur)

## Récompense
- 12e Cérémonie des Oscars 1939 : Oscar, partagé avec trois autres compositeurs, de la "meilleure musique de film adaptée" ("Best Score-Adaptation or Treatment", catégorie supprimée depuis, alors différente de la catégorie "Meilleure musique originale de film" — "Best Original Score" —, actuellement unique) pour La Chevauchée fantastique.